# Germershausen (Oberweimar)

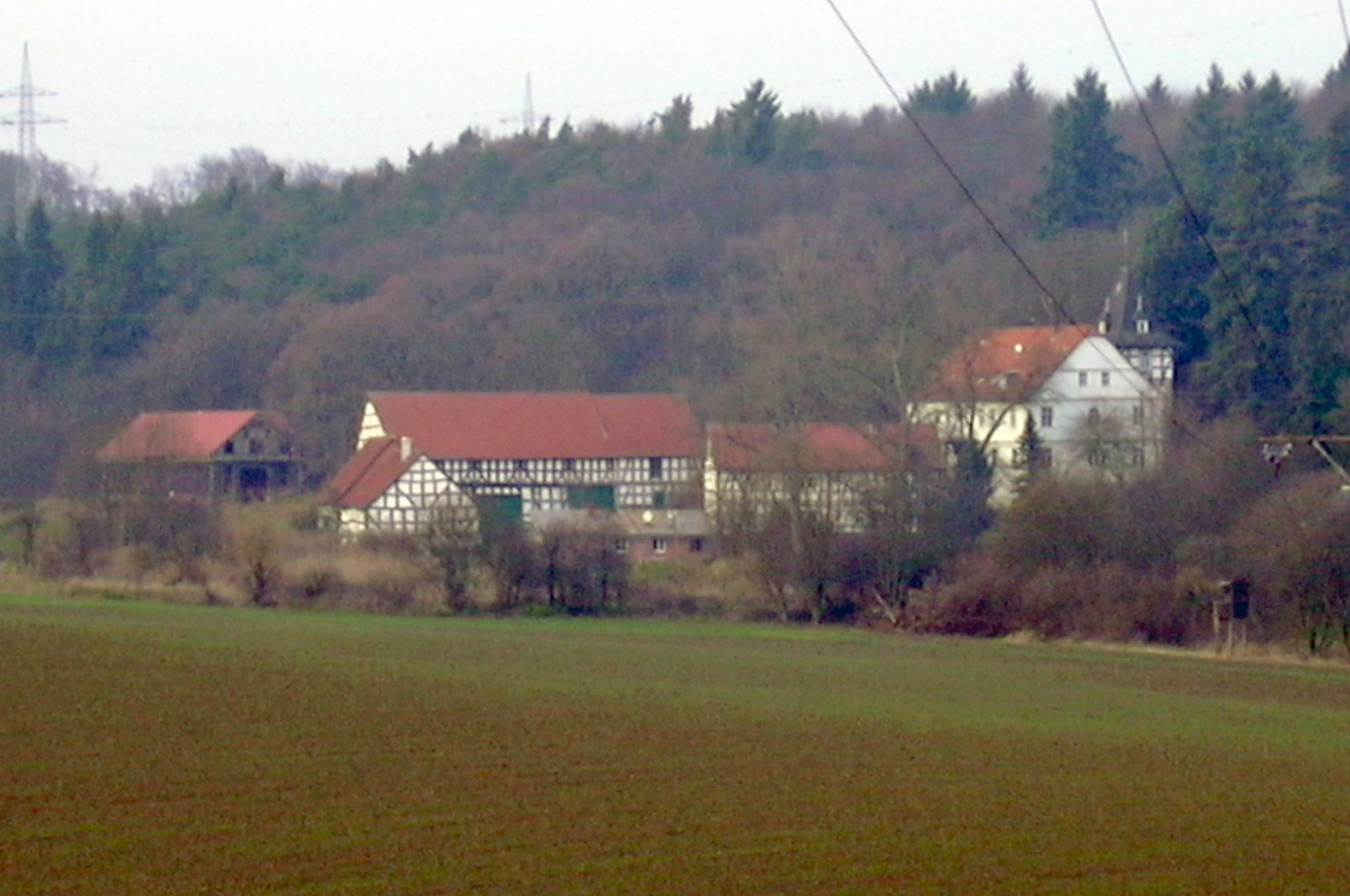
Gut Germershausen

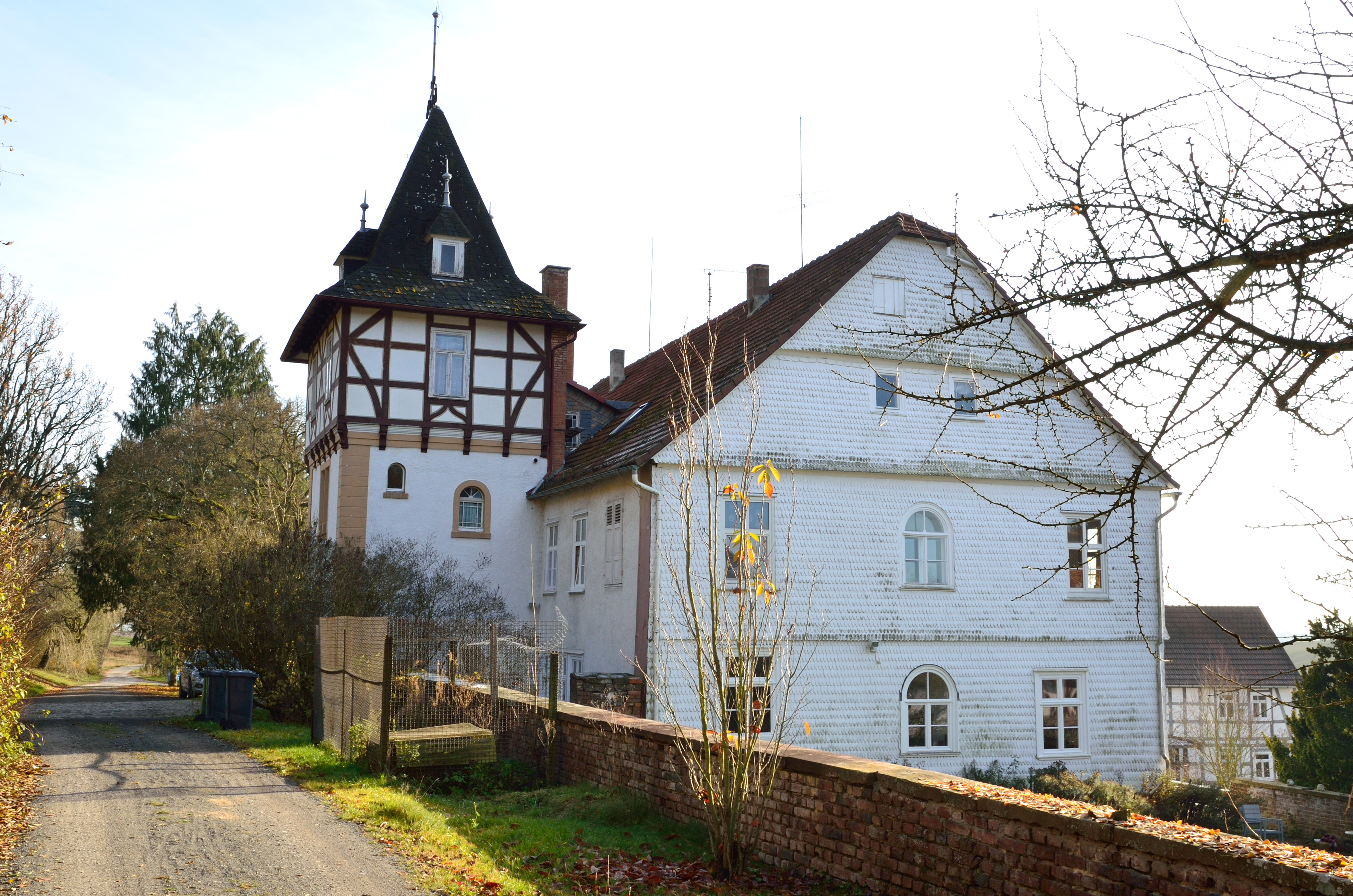
Herrenhaus Germershausen (Nov. 2011)

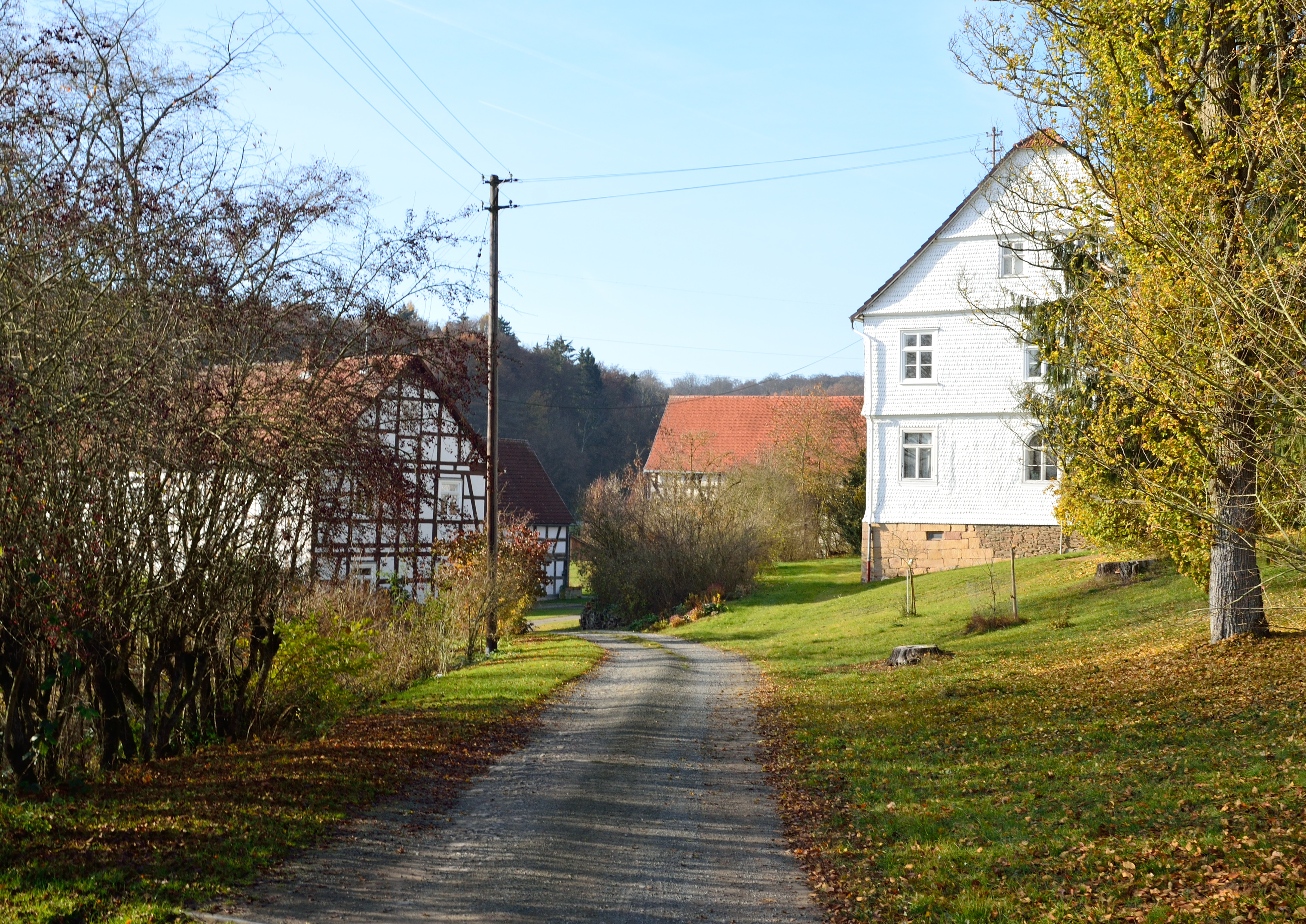
Die Wirtschaftsgebäude (links und hinten)

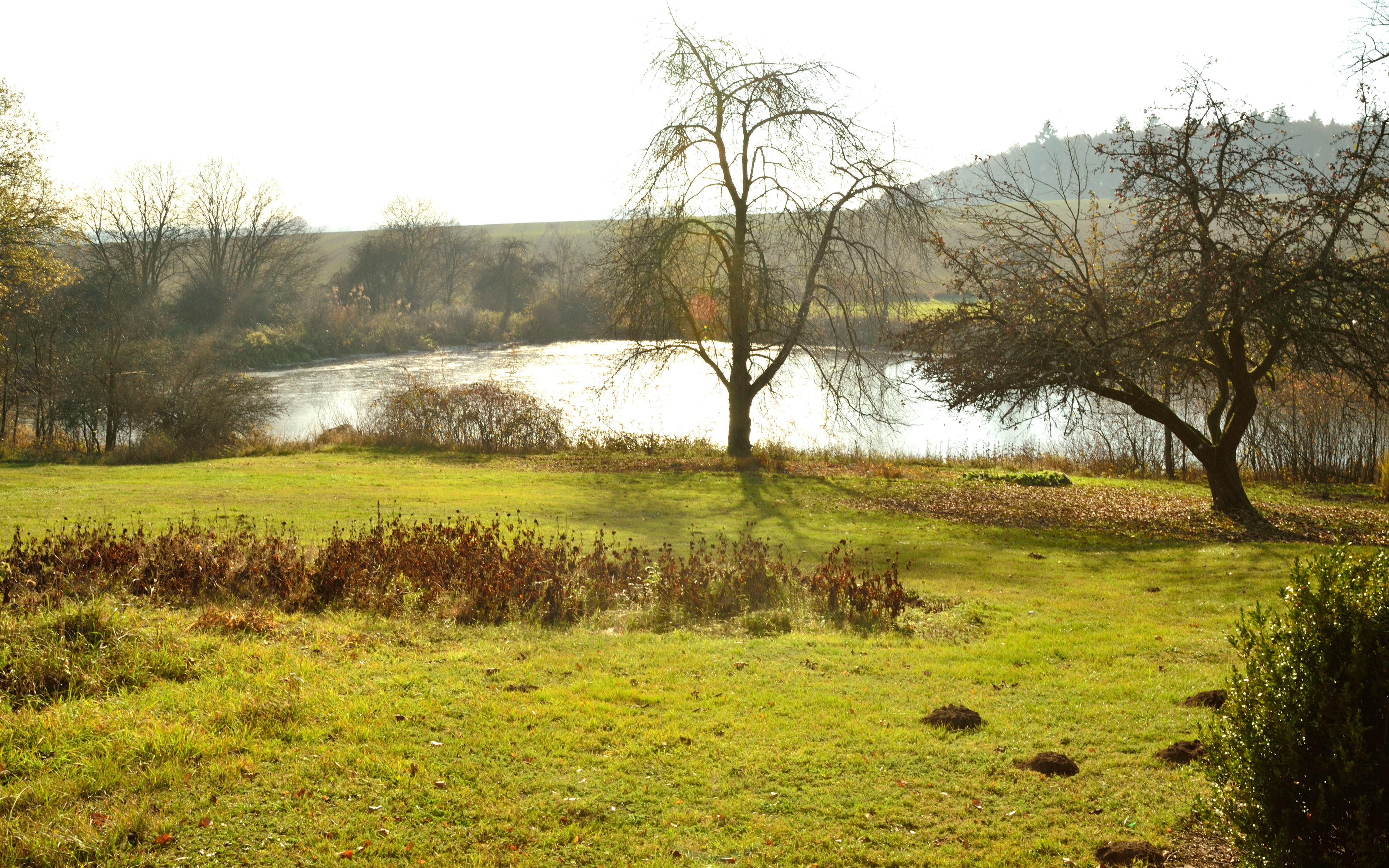
Der Teich

Germershausen ist ein Gutshof mit Herrenhaus etwa 0,6 Kilometer nordwestlich und in der Gemarkung von Oberweimar im Landkreis Marburg-Biedenkopf in Hessen.

## Lage
Das Gut liegt auf 220 m ü. NN am Südfuß des Kirchbergs (270 m) im Gladenbacher Bergland in der beidseitig von Wald umgebenen Talenge des Wenkbachs. Der Bach fließt unmittelbar westlich am Gutshof vorbei und ist südlich des Hofs zu einem etwa 70 × 70 m großen Teich aufgestaut. Das Gut ist über einen Zufahrtsweg von Oberweimar aus zu erreichen.

## Geschichte
Das Gut wurde im Jahre 1324 als „Germereshusen“ erstmals erwähnt. Die Eigentümer wechselten in den folgenden zwei Jahrhunderten offensichtlich recht häufig. 1389 besaßen die Schutzbar genannt Milchling das Gut zu „Girmershusen“, aus dem sie Einkünfte an die Pfarrei in Marburg stifteten. Der Zehnt war 1418 isenburgisches Lehen derer von Allna, dann derer von Hohenfels. Um 1350 und 1439 hatten die Döring, 1452 die von Breidenbach, 1465 die von Dersch, vor 1528 auch die von Weitershausen Einkünfte aus Güterbesitz im Ort. 1474 war der Hof Eigentum der Marburger Familie von Lare.
Im Jahre 1511 kaufte der Marburger Kaufmann Johann Heydwolff das Gut, das seitdem im Besitz seiner Familie ist, und damit erlangte er gleichzeitig (gegen Zahlung einer angemessenen Summe) aufgrund eines kaiserlichen Wappenbriefes auch den erblichen Adelsstand. Ein von der Verwaltung der Landgrafschaft Hessen-Darmstadt 1629/30 angelegtes Land- und Dorfbuch des Oberfürstentums Hessen-Marburg (das Oberfürstentum war im Zuge des hessischen Erbfolgekrieges 1624 von hessen-darmstädtischen Truppen besetzt worden) bekundet, dass der adelige Hof zu Germershausen von Helwig (Helvicus) Heydwolff mit drei Söhnen und vier Töchtern bewohnt wurde, während der Heydwolff’schen Hof in Oberweimar von Elisabeth Catharina, Hermann Heidwolffs Witwe, und deren Sohn und Tochter bewohnt wurde.
Im Zusammenhang mit der Aufnahme Johann Gottfried von Heydwolffs in die Althessische Ritterschaft im Jahre 1741 wurde der adlig-freie Hof Germershausen 1746 mit dem Heydwolff’schen Hof in Oberweimar zum Gutsbezirk Oberweimar zusammengefasst. Damit entstand ein weitgehend arrondierter Besitz mit einer eigenen Gemarkung, die mehr als die Hälfte der heutigen Gemarkung Oberweimar im Norden und Osten umfasste und von den beiden Höfen in Germershausen und in Oberweimar bewirtschaftet wurde. Mit der Auflösung der gemeindefreien selbständigen Gutsbezirke in Preußen wurde der Gutsbezirk 1928 nach Oberweimar eingemeindet. Vom Gut Germershausen stammt Heinrich von Heydwolff (1823–1886), Abgeordneter der kurhessischen Ständeversammlung.

## Die Anlage
Die Anlage besteht aus dem Herrenhaus unmittelbar längsseits der Zufahrtsstraße und drei um den Hof gruppierten großen, in Fachwerkbauweise ausgeführten Wirtschaftsgebäuden, die unterhalb des Herrenhauses am abfallenden Hang stehen.
Das Herrenhaus selbst, mit etwa 12 × 22 m Grundfläche, ist an seiner der Straße zugewandten Hangseite zweigeschossig, auf der Hofseite dreigeschossig mit massivem Kellergeschoss. Die beiden Obergeschosse sind, wie auch die beiden Dachgeschosse unter dem Satteldach, aus verschindeltem Fachwerk. An beiden Giebelseiten endet das Dach in einem sehr kleinen, fast nur angedeuteten Krüppelwalmdach. An der Straßenseite ist dem Haus ein rechteckiger Treppenturm von etwa 6 × 6 m Grundfläche vorgestellt; auf zwei massiven Untergeschossen ruht ein Fachwerkaufbau, der mit seinem steilen Walmdach (mit einer Gaube an jeder Seite) den First des Hauses deutlich überragt.
Der Hof ist in Privatbesitz und wird landwirtschaftlich genutzt.

## Merowingische Grabhügel
In der Umgebung von Germershausen befinden sich neun spätmerowingische Grabhügel, die 1877 erforscht wurden; die Funde, Schwert und Speer sind im Museum in Marburg.

## Waldbestattungsforst
Im November 2010 wurde im Wald von Germershausen ein 20 Hektar großes eingezäuntes Areal für Waldbestattungen eingeweiht.